# Нижняя Первомайская улица
Ни́жняя Первома́йская у́лица — улица в Восточном административном округе города Москвы на территории районов Измайлово и Восточное Измайлово.

## История
Улица получила своё название 18 ноября 1949 года в честь праздника международной солидарности трудящихся 1 Мая; слово «Нижняя» добавлено в отличие от Верхней, расположенной параллельно севернее, и Средней, находящейся между ними.

## Расположение
Нижняя Первомайская улица проходит от 6-й Парковой улицы на восток, пересекает 7-ю Парковую улицу, с севера к ней примыкает 8-я Парковая улица, затем улица пересекает 9-ю, 11-ю, 12-ю, 14-ю и 15-ю Парковые улицы и проходит до 16-й Парковой улицы. Участок от 6-й Парковой улицы до 9-й Парковой улицы расположен на территории района Измайлово, участок от 9-й Парковой улицы до 16-й Парковой улицы — на территории района Восточное Измайлово. Нумерация домов начинается от 6-й Парковой улицы.

## Примечательные здания и сооружения
- Школа № 444

## Транспорт

### Наземный транспорт
По Нижней Первомайской улице на участке от 9-й до 12-й Парковой улицы в одну сторону проходит автобусный маршрут 557. До 1983 года на участке от 15-й до 16-й Парковой улицы ходил троллейбус № 22, затем трасса перенесена на Первомайскую улицу. Контактная сеть на этом участке снята, но до сих пор висят растяжки, на которых она крепилась. Севернее улицы параллельно ей проходит Первомайская улица, по которой проходят трамваи № 11, 12, 34, автобусы 15, 34, 257, 664, 974, т22.

### Метро
- Станция метро «Первомайская» Арбатско-Покровской линии — севернее улицы, на пересечении 9-й Парковой улицы с Первомайской улицей и Измайловским бульваром